# VHS Kahloucha
Pour plus de détails, voir Fiche technique et Distribution.
VHS Kahloucha (arabe : VHS كحلوشة) est un documentaire tunisien réalisé en 2006 par Nejib Belkadhi. Il remporte un immense succès en Tunisie au début de l'année 2007.
Il remporte le prix des Médiathèques CVS au Festival international de cinéma de Marseille 2006. Il est par ailleurs sélectionné en compétition officielle du Festival du film de Sundance en 2006 dans la catégorie documentaire sans remporter de prix. Il est diffusé pour la première fois sur la chaîne Arte le 21 mai 2007.  
Le thème est proche de celui du film Soyez sympas, rembobinez de Michel Gondry sorti en France le 5 mars 2008.

## Synopsis
Nejib Belkadhi suit le tournage d'un film amateur qui est l'œuvre de Moncef Kahloucha, peintre en bâtiment tunisien et fan de films de genre des années 1970.
Il produit en amateur et sort en VHS des remakes loufoques de classiques du cinéma dans lequel il joue le rôle principal aux côtés des habitants du quartier populaire de Kazmet à Sousse. Il produit ses films, les monte et les tournages sont l'occasion pour les habitants désargentés de son quartier d'échapper à leur quotidien morose et de vivre des instants intenses, de la préparation jusqu'à la projection dans le café du coin. Tarzan des Arabes, film dont le tournage constitue la trame du documentaire, remporte un vif succès à Sousse.

## Fiche technique
- Musique : Neshez
- Production : Propaganda Production
- Pays d'origine : Tunisie
- Langue : arabe
- Format : couleur (35 mm)
- Genre : documentaire

## Distribution
- Moncef Kahloucha
- Lassaad Rouge
- Salah Chem Ou Taïech
- Khalti Mna
- Mourad Fokhra
- Chkaw Baw
- Omessaad El Mkherbecha
- Char
- Guinia
- Lee Van Cleef
- Salah Bessa
- Hamdi
- Malik Echaa
- Zvyx
- Erii
- Jelel Limbechouel
- Lehdyx
- El Meth